# 氏家吉継
氏家 吉継（うじいえ よしつぐ）は、戦国時代から安土桃山時代にかけての武将。大崎氏、伊達氏の家臣。陸奥国岩出山城主。奥州氏家氏12代当主。

## 略歴
奥州氏家氏は宇都宮氏庶流・氏家氏の流れを汲む。
父・氏家隆継の隠居で家督を継いだ。天正15年（1587年）末、同じ大崎氏の家臣である新井田隆景と対立して伊達政宗と内通した。これが端緒となって天正16年（1588年）に伊達政宗が大崎領に大軍を侵攻させたが、黒川晴氏の裏切りで敗北し、吉継も大崎氏と和睦して帰参することとなった（大崎合戦）。
天正18年（1590年）の小田原征伐の際、大崎氏は豊臣秀吉の下に参陣しなかったために改易され、同時に吉継も没落して伊達政宗の家臣となる。
翌天正19年（1591年）5月21日に死去したとされるが、小田原征伐中に吉継の死を知った政宗が小成田重長を岩出山城の城代として派遣したとする記録もあるため、実際には天正18年5月に死去した可能性が高い。